# Salvatore Basile
Salvatore Basile művésznevein Salvo Basile, Salvatore Sabina (Foggia, 1940. november 10. –) olasz színész, segédrendező, statiszta és producer.

## Élete és pályafutása
Sok különféle zsánerben lehetett látni, úgy mint spagettiwesternekben (Sergio Leone: Volt egyszer egy Vadnyugat, itt ráadásul segédrendező volt), horrorokban (Ruggero Deodato: Cannibal Holocaust) és több krimiben is, de a legnépszerűbbek a Bud Spencer-Terence Hill filmekben alakított mellékszerepei. Gyakran a páros ellenfeleként tűnik fel, a leghíresebb ilyen szerepe Frisco Joe gengszteré a Kincs, ami nincsben, Sergio Corbuccitól.
Hosszú évekig élt Kolumbiában és szerepelt dél-amerikai filmekben és sorozatokban. Pályája során olyan neves színészekkel dolgozhatott együtt, mint José Ferrer, Andy Garcia, Alan Arkin, Sophie Marceau, vagy Christopher Lambert.

## Fontosabb filmjei

### Színészként
- Volt egyszer egy Vadnyugat (1968)
- Az ördög jobb és bal keze (1970)
- Az ördög jobb és bal keze 2 (1971)
- Fordítsd oda a másik orcád is! (1974)
- A zsoldoskatona (1976)
- És megint dühbe jövünk (1978)
- Cannibal Holocaust (1980)
- Seriff és az idegenek (1980)
- Aranyeső Yuccában (1981)
- Kincs, ami nincs (1981)
- Banános Joe (1982)
- Bombajó bokszoló (1982)
- Csigastratégia (1983)
- Kis simli, nagy simli (1995)
- Ilona az esővel érkezik (1996)
- Szerelem a kolera idején (2007)

### Rendezőasszisztensként
- Volt egyszer egy Vadnyugat (1968)
- Fordítsd oda a másik orcád is! (1974)
- Cannibal Holocaust (1980)
- Seriff és az idegenek (1980)
- A misszió (1986)
- Egy előre bejelentett gyilkosság krónikája (1987)
- Kegyetlen hegycsúcs (1991)